# Selkirk (Wielka Brytania)
Selkirk (gael. Salcraig) – miasto w południowo-wschodniej Szkocji, w jednostce administracyjnej Scottish Borders, historyczna stolica hrabstwa Selkirkshire. Znajduje się nad rzeką Ettrick Water, dopływem rzeki Tweed. W 2011 r. miasto liczyło 5784 mieszkańców. Miasto słynie z lokalnego ciasta z rodzynkami zwanego bannock.

## Historia
Selkirk był niegdyś stolicą hrabstwa Selkirkshire. Selkirk jest najstarszą osadą w hrabstwie Scottish Borders oraz jedną z najstarszych w Szkocji.
W 1113 roku powołano wspólnotę klasztorną w Selkirk. Na zaproszenie króla  Dawida I Szkockiego sprowadzono wówczas opata i dwunastu mnichów z francuskiego opactwa w Thiron. W 1128 roku król przyznał mnichom z Selkirk ziemię na terenach dzisiejszego opactwa w Kelso niedaleko swojej rezydencji w Roxburgh, gdzie wkrótce się przeprowadzili. Pomimo odejścia duchowieństwa znaczenie obszaru wokół klasztoru nadal rosło. W 1258 roku miasto mianowało szeryfa, a w 1301 na południe od terenu współczesnego miasta wzniesiono zamek Selkirk. Rozwój miasta związany był z przetwórstwem wełny.

## Atrakcje
W historycznym centrum miasta znajduje się pomnik Mungo Parka, szkockiego badacza Afryki Środkowej i rzeki Niger. Mungo urodził się w miejscowości Foulshils niedaleko Selkirk.
Royal Burgh's courthouse to niegdysiejszy ratusz, Walter Scott pełnił niegdyś urząd w tym budynku. Wewnątrz znajduje się muzeum Waltera Scotta, poświęcone jest ono życiu i twórczości znanego pisarza. W muzeum są również eksponaty innych znanych mieszkańców miasta – poety James Hogga i podróżnika Mungo Parka.
Na południe od miasta leży Haining, XVIII-wieczna rezydencja. W 2009 r. zmarł ostatni właściciel. Fundacja charytatywna planuje przystosować budynek na galerię sztuki.